# Лендо Калріссіан
Лендо Калріссіан (англ. Lando Calrissian) — персонаж всесвіту «Зоряних війн», що створений Джорджем Лукасом. Належить до раси людей, чоловік, контрабандист, картковий гравець, який став бароном-адміністратором Хмарного міста на планеті Беспін. Пізніше прийняв звання генерала в Альянсі повстанців. Був власником «Тисячолітнього сокола» до того, як програв його Хану Соло в сабакк. Після цього він став підприємцем, створивши невелику гірничодобувну компанію на Лотале. В кінцевому підсумку став лідером Хмарного міста, а пізніше — одним з командувачів збройними силами Альянсу повстанців в званні генерала.

## У фільмах трилогії
У фільмі « Епізод V: Імперія завдає удару у відповідь» Лендо Калріссіан є бароном-адміністратором гігантського корабля — Хмарного міста (англ. Cloud City), який ширяє над планетою Беспін — газовим гігантом; основною індустрією в місті є видобуток газу. Тут намагаються знайти укриття Хан Соло, Чубакка і принцеса Лея. З'ясовується, що Лендо і Хан Соло давно знайомі, і що колись Хан виграв у нього «Тисячолітній сокіл». Сподіваючись зберегти владу над містом, Лендо погоджується передати втікачів Дарту Вейдеру. Потім він кається у своєму рішенні і завдяки йому, принцесі, Чубацці і роботам R2-D2 і C-3PO вдається врятуватися.
В «Епізоді VI: Повернення джедая» Лендо допомагає врятувати Хана Соло, якого заморозили в карбон і передали його ворогові Джаббі Хатту. Потім Лендо стає одним з воєначальників повстанського руху і бере участь у вирішальній битві проти Імперії.

## В інших творах
Фігурує в безлічі творів «Розширеного всесвіту» — книгах і коміксах. Пригоди до фільмів описані в книжковій трилогії Ніла Сміта «Пригоди Лендо» («Лендо Калріссіан і Арфа душі народу Шару», «Лендо Калріссіан і Вогняний вітер Озеона» та «Лендо Калріссіан і Зоряна печера ТонБока»), видана в 1983 році.
Згідно з книгами «Розширеного всесвіту», після битви при Ендорі Лендо повернув собі Хмарне місто, але незабаром знову програв його в азартній грі. Щоб поправити свої справи, він одружився з багатою спадкоємицею Тендрі Рісант. Все йшло добре до вторгнення Юужань-Вонгів, коли Чубакка загинув під час експедиції за участю Лендо. Намагаючись помститися за смерть друга, Лендо створив спеціального дроїда-зброю проти загарбників.
Лендо володіє швидкісною космічною яхтою під назвою «Пані Удача» (Lady Luck), яка містить спеціальні приміщення для контрабандних товарів.